# Samira Badran
Samira Badran (Libia, 1954) es una artista visual palestina afincada en Barcelona. En su obra experimenta con diferentes técnicas como la fotografía, la pintura, la animación y el grabado. Memory of the Land (2017) es su primera película.

## Formación y carrera
Nacida en el seno de una familia artística, estudio en la Academia de Bellas Artes de El Cairo, donde se graduó en 1976, y en la Accademia Delle Belle Arti de Florencia, de 1978 a 1982. Su padre, artista grabador, tuvo un papel decisivo en su formación e introducción en el mundo del arte. Samira Badran es miembro activo de la escena artística en Palestina desde la década de 1970 y ha impartido cursos intensivos de dibujo en la Academia Internacional de Arte de Palestina en Ramala.

## Obra
Badran trabaja en el ámbito de las artes plásticas, escultura, pintura, instalaciones urbanas y performances. Suele experimentar con diferentes técnicas, pintura acrílica, collage, dibujo sobre fotografía, grabados y animación.
Su trabajo se centra en su percepción de la realidad palestina bajo la ocupación israelí. Memoria colectiva, encierro e inmovilidad son algunos de los conceptos que plantea en su obra. Badran ha expuesto en: White Box Art Center, Nueva York; Al-Hoash-the Palestinian Art Court, Jerusalén; Jordanian National Gallery of Fine Arts; Modern Art Gallery, Bagdad; Bienal de La Habana; La Tramontana en Chaillé-les-Marais; Washington Museum of Women in the Arts; Musée du Luxembourg en París; Gemeetemuseum den Haag, Rafia Gallery, Damasco, así como en el  Foreign Ministry de Berlín.

### Memory of the Land
Badran es directora del cortometraje Memory of the Land (2017), galardonado con el premio a la mejor película experimental en el Nazra Palestine Film Festival 2018. Nominado IBAFF Award, Best Short Film, se ha proyectado en diversos festivales de cine de todo el mundo, así como en universidades, escuelas de audiovisuales y en centros culturales y de foros de debate como “Voces de Palestina”, un acto organizado en noviembre de 2023 por diferentes instituciones como el CCCB, la Fundació Tàpies, el PEN Catalán y el Institut Català Internacional per la Pau, que reunió a destacados artistas, periodistas y escritores palestinos para hablar de la catástrofe humanitaria en Gaza.